# مة كرد (مقاطعة فسا)
مة كرد (بالفارسية: مه کرد) هي قرية تقع في قسم ميانده الريفي في إيران. يقدر عدد سكانها بـ 17 نسمة بحسب إحصاء 2016.